# Cory Doctorow

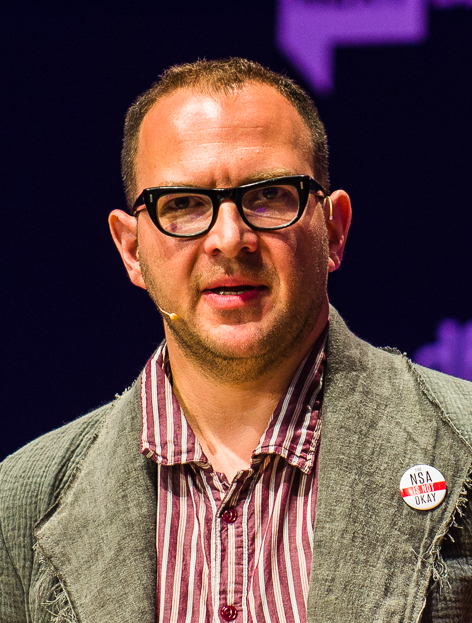
Cory Doctorow, 2014

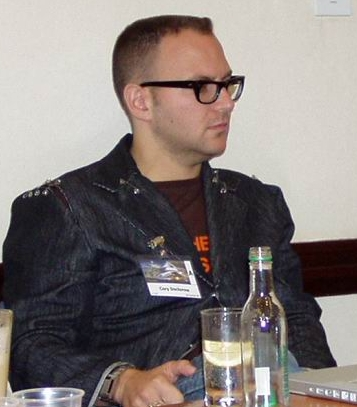
Cory Doctorow auf der 63. World Science Fiction Convention in Glasgow, August 2005

Cory Doctorow [ˈkɒri ˈdɒktəroʊ] (* 17. Juli 1971 in Toronto, Ontario) ist ein kanadisch-britischer Science-Fiction-Autor, Journalist und Blogger. Im Jahr 2000 wurde er mit dem John W. Campbell Award für den besten Nachwuchsautor ausgezeichnet.
Seine Bücher veröffentlicht er unter einer Creative-Commons-Lizenz.

## Leben
Als Kind trotzkistischer Eltern wuchs Doctorow in einem Aktivisten-Haushalt auf. Schon als Kind kam Doctorow mit nuklearer Abrüstung und Greenpeace-Kampagnen in Berührung. Zwischenzeitlich besuchte er gemeinsam mit Tim Wu eine Grundschule in Toronto. Seinen Schulabschluss machte er an der anarchistischen SEED School, einer „freien Schule“ der Stadt, und besuchte vier Universitäten ohne Abschluss.
1992 war er Teilnehmer des renommierten Clarion Workshops für angehende Science-Fiction- und Fantasy-Autoren, bei dem er in der Folge auch als Dozent wirkte. Ihm zufolge hatte der Workshop einen bestimmenden Einfluss auf sein weiteres Leben und seine Laufbahn als Schriftsteller:

„On the first day, James Patrick Kelly looked at my work and said, ‘Cory, this is totally lacking in any kind of emotional center. It’s just verbal pyrotechnics. You need to figure out how to find the beating heart of a story.’ I spent sort of the next five years trying to figure out what that meant. It was quite an amazing transformation in my life.“

„Am ersten Tag schaute sich James Patrick Kelly meine Arbeit an und meinte: „Cory, dem hier fehlt völlig ein emotionaler Schwerpunkt. Das ist nur verbales Feuerwerk. Du musst herausfinden, wo das pochende Herz einer Erzählung ist.“ Die nächsten fünf Jahre verbrachte ich damit, herauszufinden, was das bedeutet. Es war eine ziemlich erstaunliche Lebenserfahrung.“

Von 2001 bis Anfang 2020 war Doctorow Co-Autor des Boing-Boing-Blogs. Kurz danach, am 19. Februar 2020, startete er sein eigenes Blog mit dem Titel Pluralistic auf einer eigenen Website, auf der er  Artikel, Kommentare und weiterführende Links u. a. zu gesellschafts- und netzpolitischen Themen veröffentlicht.
In London arbeitete er als Koordinator für Europa-Angelegenheiten bei der Electronic Frontier Foundation (EFF) und wurde 2007 mit dem EFF Pioneer Award ausgezeichnet.
2005 ist er einer der Mitgründer der Open Rights Group in England, die sich, ähnlich wie die EFF, unter anderem für eine Liberalisierung des Urheberrechts, gegen Digitale Rechteverwaltung und für den Datenschutz engagiert.
Neben seiner schriftstellerischen Tätigkeit ist Doctorow auch aktivistisch und künstlerisch tätig. Er kooperierte dabei u. a. mit Gruppen wie monochrom.
Seit Sommer 2006 lebt Doctorow im Großraum Los Angeles, zuletzt in Burbank, und arbeitete dort bis 2007 als Gastprofessor am Fulbright Chair in Public Diplomacy der University of Southern California.
Er kreierte 2022 in einem Blogpost den Begriff Enshittification, der sich auf die Tendenz von Onlineplattformen wie TikTok oder Facebook bezieht, mit der Zeit immer schlechter zu werden. 2023 wurde der Begriff von der American Dialect Society zum Wort des Jahres gewählt.
Doctorow ist Mitglied der paneuropäischen Parteienbündnisses Democracy in Europe Movement 2025 (DiEM25). Er ist verheiratet und hat eine Tochter.

## Kritik
In seiner letzten Veröffentlichung erhob David Golumbia (Virginia Commonwealth University) 2024 die Kritik, Cory Doctorows Faible für dezentrale Technologien und Netzneutralität trage indirekt zur Verbreitung rechtslibertärer Positionen bei, indem etwa sozialstaatliche Maßnahmen und öffentliche Regulierung geringere Würdigung erführen, als dies bei den von ihm vertretenen progressiven Werten zu erwarten sei. Doctorow trüge so unbemerkt zum Gedeihen technooptimistischer und minarchistischer Akteure bei.

## Bibliographie

### Romane
- Down and Out in the Magic Kingdom. Tor Books, 2003. (Creative Commons License)
  - deutsch: Backup. Heyne 2007, ISBN 978-3-453-52297-8.
- Eastern Standard Tribe. Tor Books, 2004. (Creative Commons License)
  - deutsch: Upload. Heyne 2008, ISBN 978-3-453-52413-2.
- Someone Comes to Town, Someone Leaves Town. Roman. Tor Books, 2005.
- Makers. Roman. Tor Books, 2009, ISBN 978-0-7653-1279-2.
- For The Win. Roman. Tor Books, 2010, ISBN 978-0-7653-2216-6.
  - deutsch: For The Win. Heyne, 2011, ISBN 978-3-453-26752-7.
- gemeinsam mit Charles Stross: The Rapture of the Nerds: A tale of the singularity, posthumanity, and awkward social situations Roman. Tor Books, 2012, ISBN 978-0-7653-2910-3.
- Pirate Cinema. Tor Books, 2012, ISBN 978-0-7653-2908-0. (Creative Commons License)
  - deutsch: Pirate Cinema. Heyne, 2014, ISBN 978-3-453-26753-4.
- Walkaway Tor Books, 2017, ISBN 978-0-7653-9276-3.
  - deutsch: Walkaway. Heyne, 2018, ISBN 978-3-453-31793-2.
- Unauthorized Bread. Macmillan, 2019, ISBN 978-1-250-22316-6.
  - deutsch: Wie man einen Toaster überlistet, Heyne, 2019, ISBN 978-3-453-32015-4.
- The Lost Cause. Tor Books, 2023, ISBN 978-1-250-86593-9.

### „Little Brother“
1. Little Brother., Tor Books, 2008. (Creative Commons License)
- deutsch: Little Brother. Rowohlt, 2010, ISBN 978-3-499-21550-6.
- div. E-Book-Formate der dt. Übersetzung[13]
- Hörbuch[14]

2. Homeland. Tor Books, 2013, ISBN 978-0-7653-3369-8. (Creative Commons License)
- deutsch: Little Brother – Homeland. Heyne, 2013, ISBN 978-3-453-26883-8.

3. Attack Surface, Head of Zeus, 2020, ISBN 978-1-83893-996-0.
- deutsch: Little Brother – Sabotage. Heyne, 2022, ISBN 978-3-453-32168-7.

### „Martin Hench“
- Red Team Blues. Tor Books, 2023, ISBN 978-1-250-86584-7.
  - Red Team Blues. Übersetzt von Jürgen Langowski. Heyne, 2024, ISBN 978-3-453-32314-8.
- The Bezzle. Tor Books, 2024, ISBN 978-1-250-86587-8.

### Kurzgeschichtensammlungen
- A Place So Foreign and Eight More. Four Walls Eight Windows, 2003.
- Overclocked: Stories of the Future Present.  Thunder's Mouth Press, 2007, ISBN 978-1-56025-981-7.
- Cory Doctorow's Futuristic Tales of the Here and Now. 6 Kurzgeschichten. Comicadaption auf Ourmedia, 2008. (Creative Commons License)
- Radicalized, Tor 2019, ISBN 978-1-250-22858-1 (4 Novellen)

### Kurzgeschichte (Auswahl)
- i, robot. Hugo-Award-nominierte[15] Kurzgeschichte, bei InfiniteMatrix.net, 2005.

### Sachbücher
- The Complete Idiot's Guide to Publishing Science Fiction. Alpha Books, 2000.
- Essential Blogging. O’Reilly and Associates, 2003.
- Content: Selected Essays on Technology, Creativity, Copyright, and the Future of the Future. Tachyon Publishing, 2008, ISBN 978-1-892391-81-0.
- Context: Further Selected Essays on Productivity, Creativity, Parenting, and Politics in the 21st Century. Tachyon Publications, 2011.
- Information Doesn’t Want to Be Free: Laws for the Internet Age, McSweeney’s, 2015, ISBN 978-1-940450-28-5.
- Mit Rebecca Giblin: Chokepoint Capitalism. How Big Tech Content Captured Creative Labor Markets and How We'll Win Them Back. Beacon Press, 2022, ISBN 978-0-8070-0706-8.
- The Internet Con: How to Seize the Means of Computation. Verso, 2023, ISBN 978-1-80429-124-5.

### Essays (Auswahl)
- Ebooks: Neither E Nor Books. San Diego 2004.
- Wikipedia: A Genuine H2G2-Minus the Editors. In: Glenn Yeffeth (Hrsg.): The Anthology at the End of the Universe? Benbella Books, 2005, ISBN 1-932100-56-3.

### Graphic Novels
- In Real Life. Illustriert von Jen Wang. Square Fish, 2014, ISBN 978-1-250-14428-7.
  - deutsch: Das echte Leben. Illustriert von Jen Wang. Panini, 2015, ISBN 978-3-95798-304-6.

## Auszeichnungen
- 2000 John W. Campbell Best New Writer Award
- 2004 Locus Award, Down and Out in the Magic Kingdom, Bestes Erstlingswerk
- 2006 Locus Award, I, Robot, Beste Erzählung
- 2007 Locus Award, When Sysadmins Ruled the Earth, Beste Erzählung
- 2008 Locus Award, After the Siege, Beste Novelle
- 2009 John W. Campbell Memorial Award, Little Brother, Bester Roman
- 2009 Prometheus Award, Little Brother, Bester Roman